# 牧之郷駅
牧之郷駅（まきのこうえき）は、静岡県伊豆市牧之郷にある、伊豆箱根鉄道駿豆線の駅である。駅番号はIS12。

## 歴史
- 1924年（大正13年）8月1日：大仁 - 修善寺間開業と同時に開業。
- 1971年（昭和46年）5月1日：無人駅となる。
- 2015年（平成27年）3月27日：田京 - 修善寺間で、 鉄道総研が変電所から架線に電力を送るき電ケーブルに超電導送電技術を用いることで電気抵抗を無くした超電導き電ケーブルを使用した世界初の列車走行試験に成功[1]。大仁駅に超電導送電システムを設置して試験走行を実施した。

## 駅構造
相対式ホーム2面2線を有する地上駅。無人駅で、2番線にタッチパネル式自動券売機と隣の修善寺駅につながるインターホンがある。自動券売機は2009年に駿豆線の普通列車全てがワンマン化された際に設置されたタッチパネル式のものである。

### のりば
| 番線 | 路線   | 方向 | 行先       | 備考 |
| ---- | ------ | ---- | ---------- | ---- |
| 1    | 駿豆線 | 下り | 修善寺方面 |      |
| 2    | 駿豆線 | 上り | 三島方面   |      |

付記事項
- 2番線は修善寺方面にも出発信号機が設けられているが、当駅は逆送入線をすることができない。
- 列車接近時には国鉄型（永楽初期タイプ）の接近放送が流れる。
- 当駅で特急「踊り子」同士が列車交換をすることがある。

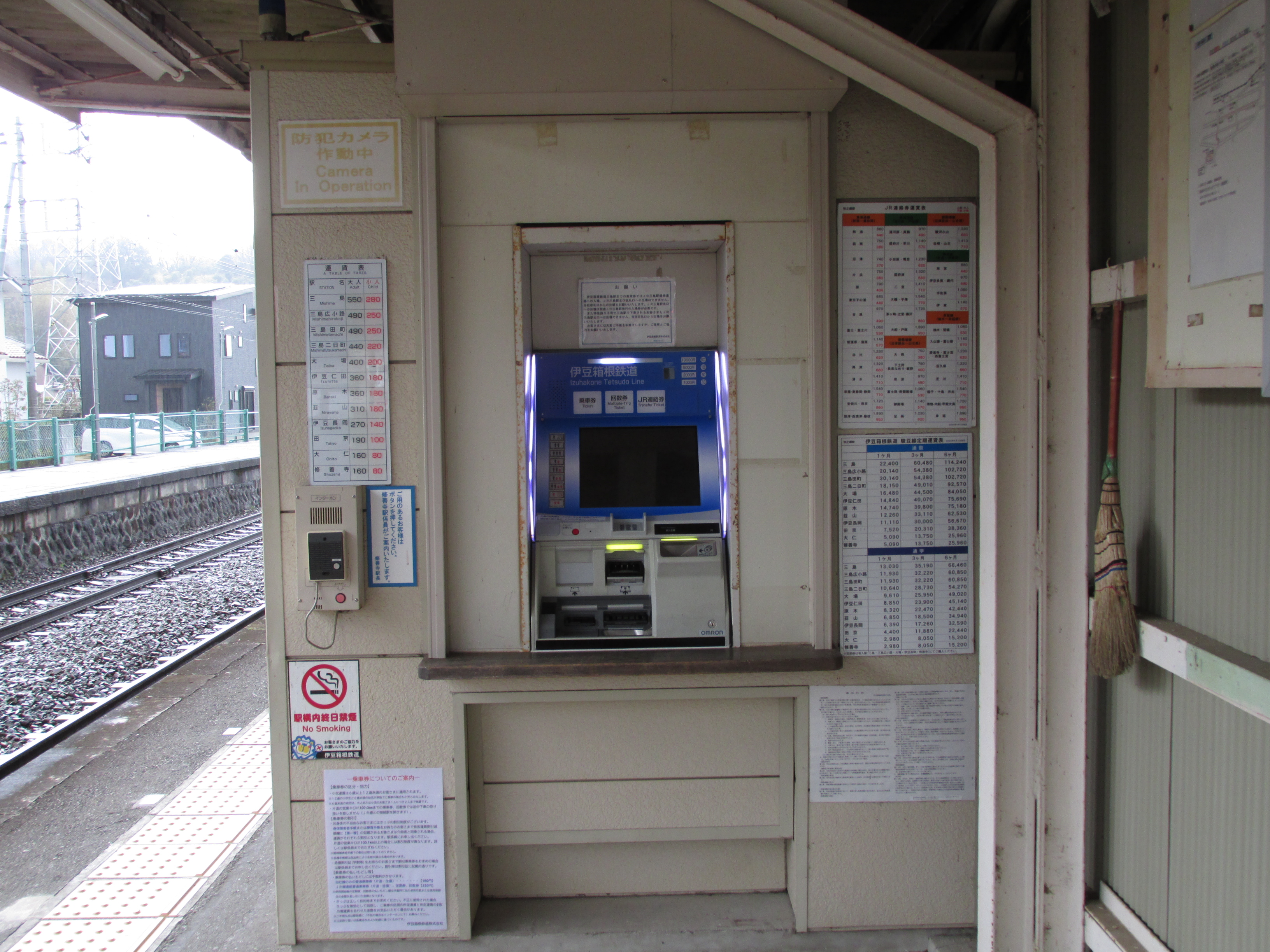
自動券売機（2024年3月）
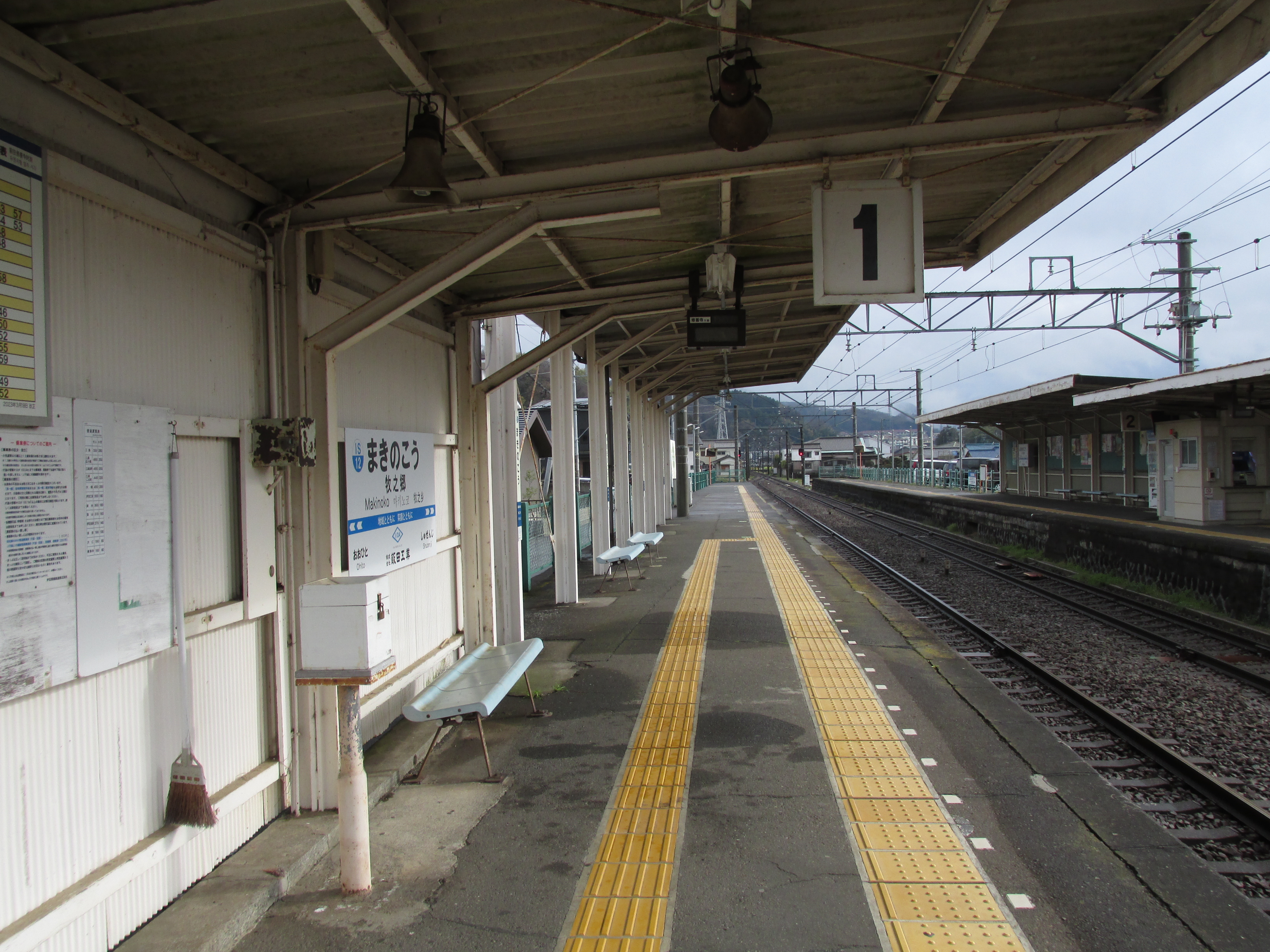
1番線ホーム（2024年3月）
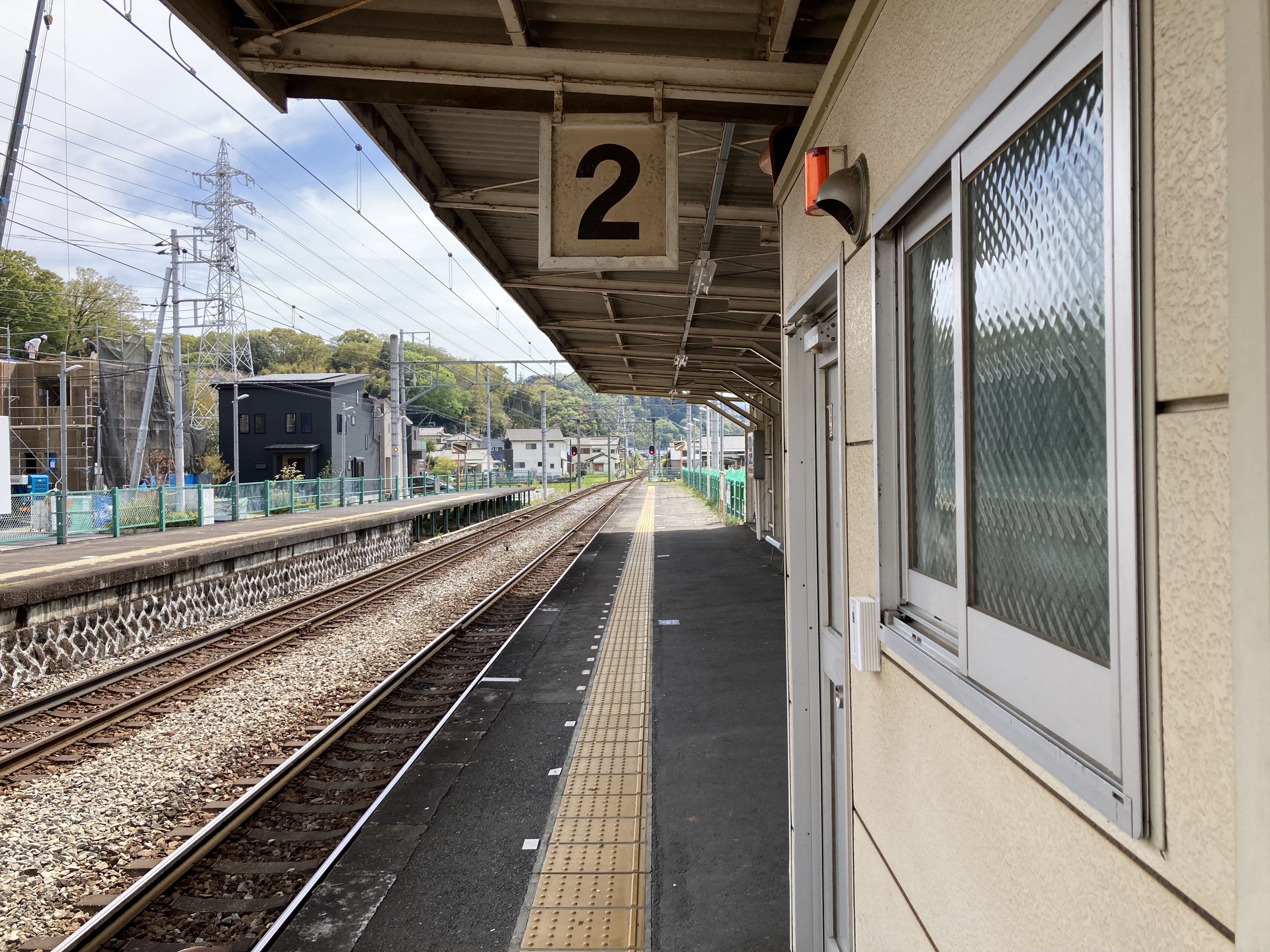
2番線ホーム（2023年4月）
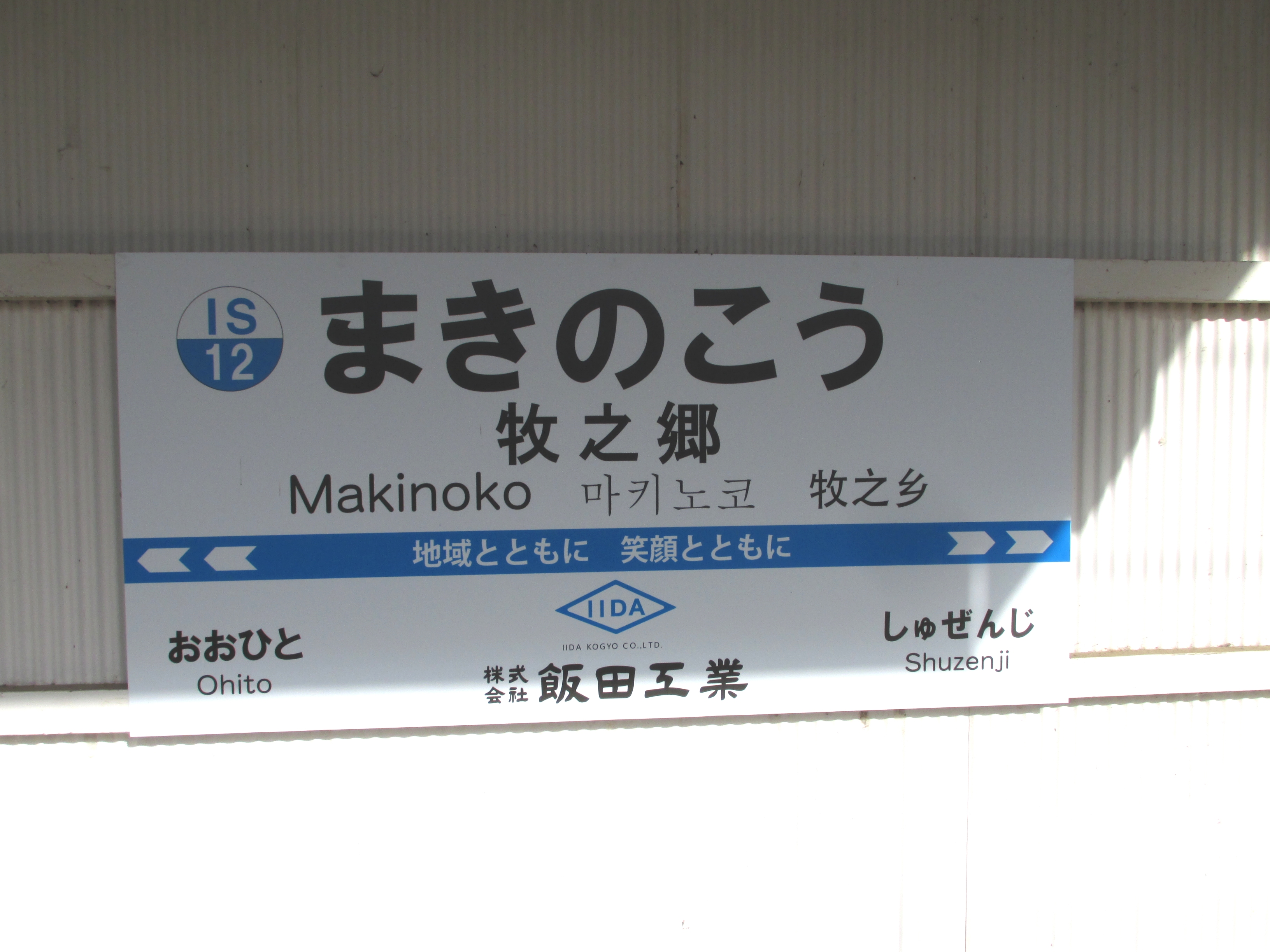
駅名標①（2024年3月）
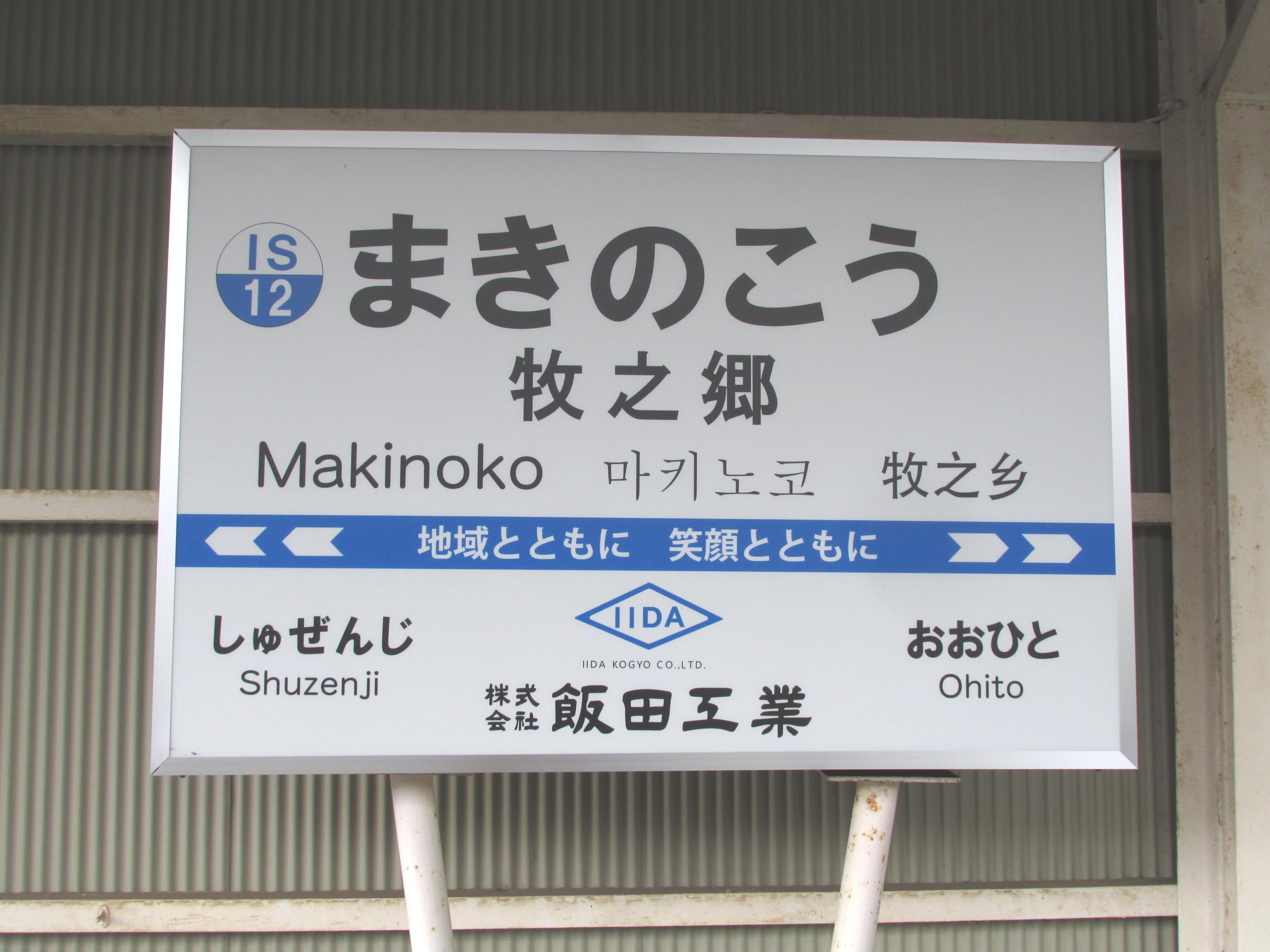
駅名標②（2024年3月）
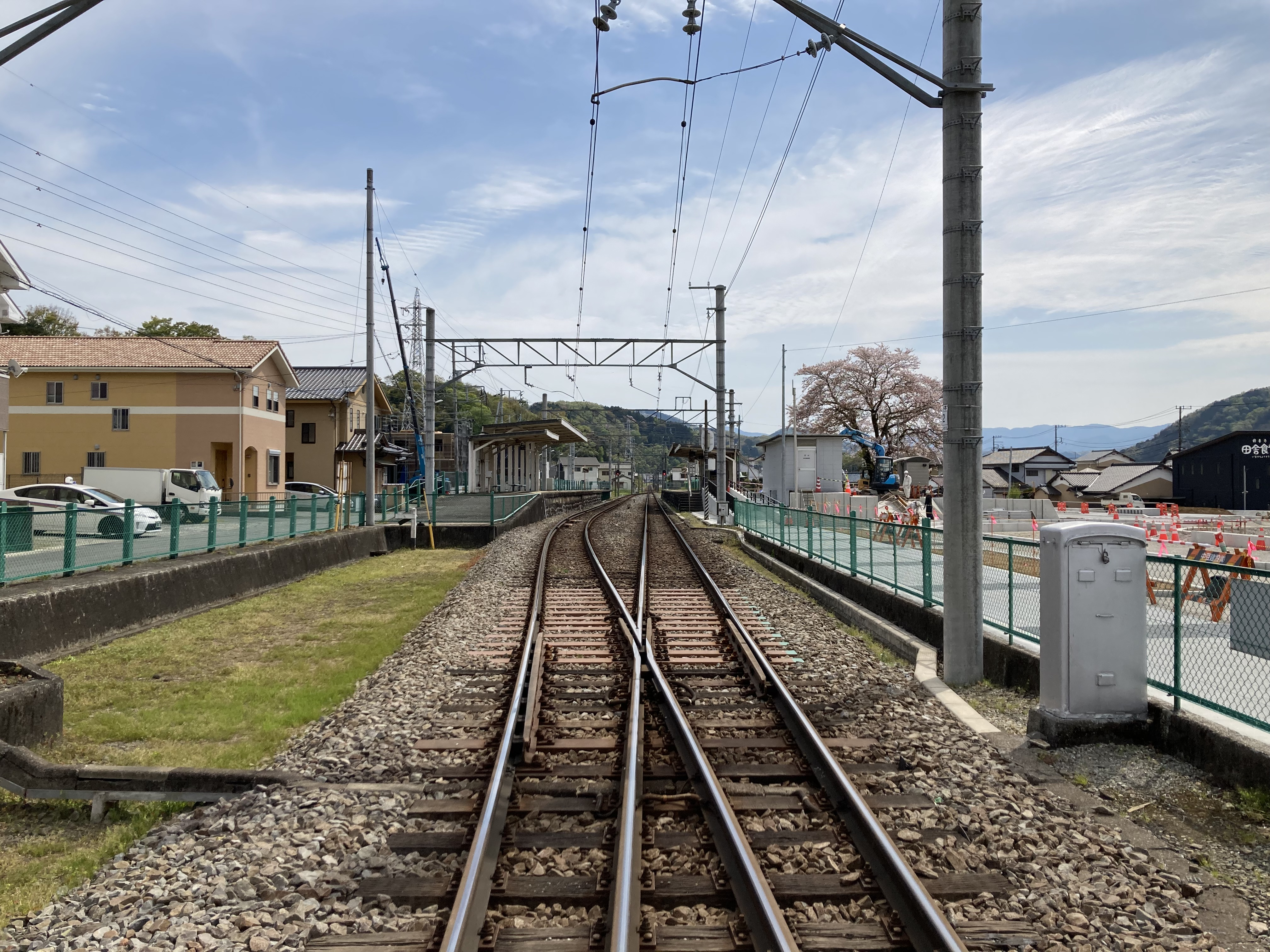
構内（2023年4月）

## 利用状況
- 2020年（令和2年）度の1日平均乗車人員は164人である。

近年の1日平均乗車人員の推移は以下の通りである。
| 年度               | 1日平均 乗車人員 | 出典     |
| ------------------ | ---------------- | -------- |
| 1993年（平成05年） | 358              | [ * 1 ]  |
| 1994年（平成06年） | 348              | [ * 2 ]  |
| 1995年（平成07年） | 335              | [ * 3 ]  |
| 1996年（平成08年） | 324              | [ * 4 ]  |
| 1997年（平成09年） | 312              | [ * 5 ]  |
| 1998年（平成10年） | 294              | [ * 6 ]  |
| 1999年（平成11年） | 297              | [ * 7 ]  |
| 2000年（平成12年） | 276              | [ * 8 ]  |
| 2001年（平成13年） | 271              | [ * 9 ]  |
| 2002年（平成14年） | 253              | [ * 10 ] |
| 2003年（平成15年） | 253              | [ * 11 ] |
| 2004年（平成16年） | 246              | [ * 12 ] |
| 2005年（平成17年） | 225              | [ * 13 ] |
| 2006年（平成18年） | 216              | [ * 14 ] |
| 2007年（平成19年） | 199              | [ * 15 ] |
| 2008年（平成20年） | 214              | [ * 16 ] |
| 2009年（平成21年） | 233              | [ * 17 ] |
| 2010年（平成22年） | 226              | [ * 18 ] |
| 2011年（平成23年） | 237              | [ * 19 ] |
| 2012年（平成24年） | 248              | [ * 20 ] |
| 2013年（平成25年） | 250              | [ * 21 ] |
| 2014年（平成26年） | 235              | [ * 22 ] |
| 2015年（平成27年） | 228              | [ * 23 ] |
| 2016年（平成28年） | 232              | [ * 24 ] |
| 2017年（平成29年） | 228              | [ * 25 ] |
| 2018年（平成30年） | 220              | [ * 26 ] |
| 2019年（令和元年） | 212              | [ * 27 ] |
| 2020年（令和02年） | 164              | [ * 28 ] |

## 駅周辺
駅から少し離れた西側を静岡県道80号線が通り、そこから少し西に離れた所を狩野川が流れる。駅北側には加藤景廉とその一族の五輪塔を祀る墓が設けられている。駅東側は山間部となっており登山口が点在するが、駅の近くには金型工場や寺院がある。
- 吉原山玉洞院 - 駅東方。曹洞宗の寺院。伊豆八十八箇所霊場5番札所。
- 加藤景廉一族の墓[2]
- 飯田工業 本社工場
- 静岡県道80号熱海大仁線
- 狩野川

## 隣の駅
伊豆箱根鉄道
 駿豆線
大仁駅 (IS11) - 牧之郷駅 (IS12) - 修善寺駅 (IS13)

### 記事本文
1. ↑  超電導き電ケーブルを用いた列車走行実験について (PDF)  - 鉄道総研、2015年4月30日。
2. 1 2  “加藤景廉一族の墓（かとうかげかどいちぞくのはか）”.   伊豆市. 2022年9月29日時点のオリジナルよりアーカイブ。2023年3月25日閲覧。

### 利用状況
静岡県統計年鑑
1. ↑  静岡県統計年鑑1993（平成5年） (PDF)
2. ↑  静岡県統計年鑑1994（平成6年） (PDF)
3. ↑  静岡県統計年鑑1995（平成7年） (PDF)
4. ↑  静岡県統計年鑑1996（平成8年） (PDF)
5. ↑  静岡県統計年鑑1997（平成9年） (PDF)
6. ↑  静岡県統計年鑑1998（平成10年） (PDF)
7. ↑  静岡県統計年鑑1999（平成11年） (PDF)
8. ↑  静岡県統計年鑑2000（平成12年） (PDF)
9. ↑  静岡県統計年鑑2001（平成13年） (PDF)
10. ↑  静岡県統計年鑑2002（平成14年） (PDF)
11. ↑  静岡県統計年鑑2003（平成15年） (PDF)
12. ↑  静岡県統計年鑑2004（平成16年） (PDF)
13. ↑  静岡県統計年鑑2005（平成17年） (PDF)
14. ↑  静岡県統計年鑑2006（平成18年） (PDF)
15. ↑  静岡県統計年鑑2007（平成19年） (PDF)
16. ↑  静岡県統計年鑑2008（平成20年） (PDF)
17. ↑  静岡県統計年鑑2009（平成21年） (PDF)
18. ↑  静岡県統計年鑑2010（平成22年） (PDF)
19. ↑  静岡県統計年鑑2011（平成23年） (PDF)
20. ↑  静岡県統計年鑑2012（平成24年） (PDF)
21. ↑  静岡県統計年鑑2013（平成25年） (PDF)
22. ↑  静岡県統計年鑑2014（平成26年） (PDF)
23. ↑  静岡県統計年鑑2015（平成27年） (PDF)
24. ↑  静岡県統計年鑑2016（平成28年） (PDF)
25. ↑  静岡県統計年鑑2017（平成29年） (PDF)
26. ↑  静岡県統計年鑑2018（平成30年） (PDF)
27. ↑  静岡県統計年鑑2019（令和元年） (PDF)
28. ↑  静岡県統計年鑑2020（令和2年） (PDF)